# A Mars kolonizálása

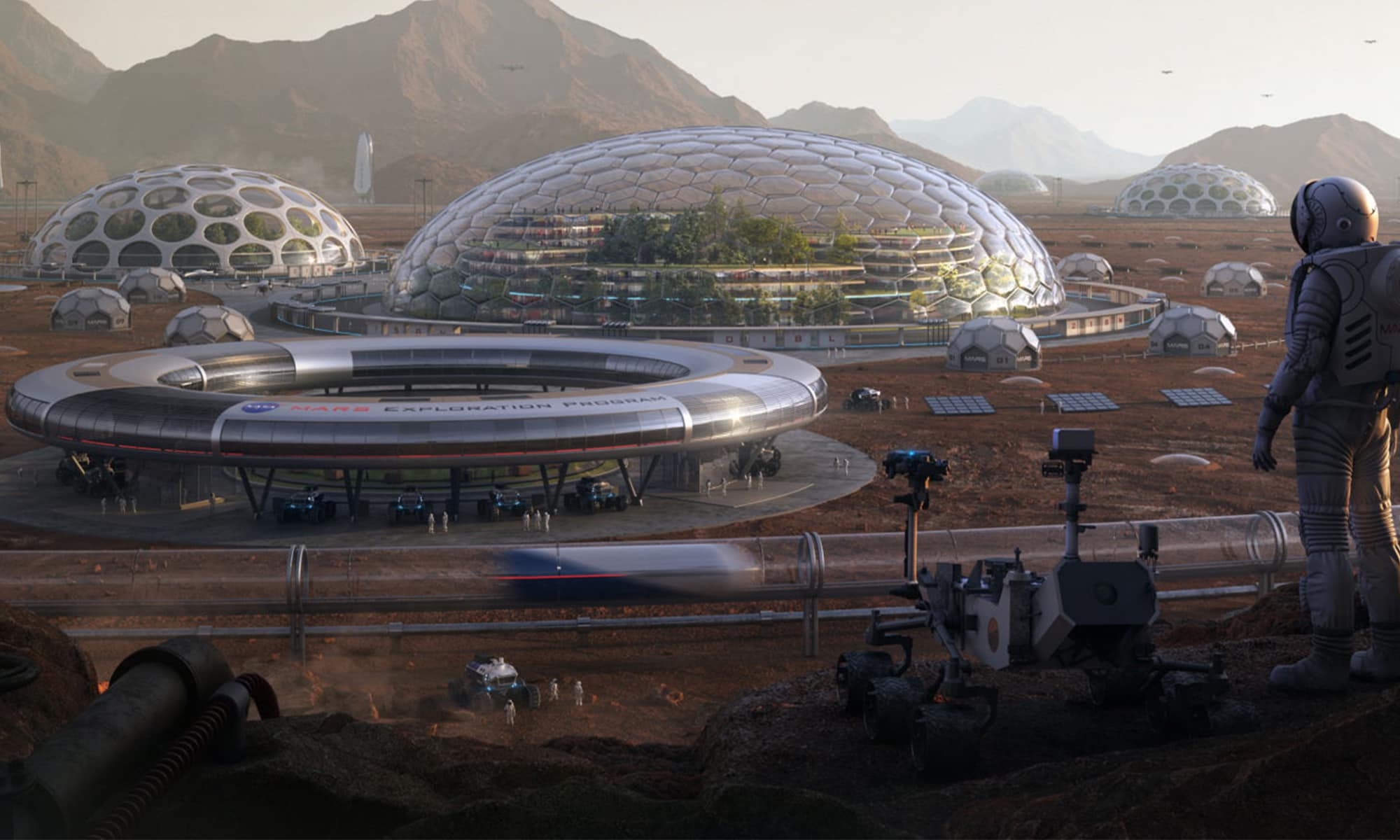
Egy művész elképzelése a jövő Marsáról

A Mars bolygó emberek által való betelepítésére sok terv született az űrrakéta feltalálása óta. Azért a Marsot tartják a legalkalmasabbnak kolonizálás szempontjából, mivel itt található víz, és a földihez hasonló gravitáció. Ettől függetlenül a Mars felszínén nem tud megélni földi növény vagy állat a jelenlegi környezeti feltételek miatt.
Több szervezet is létrehozott már terveket emberek eljuttatásáról a bolygóra, ami az első lépés lenne a kolonizálás felé, de napjainkig egyetlen űrhajós se jutott még el a Marsra és egyetlen Marsra küldött űreszköz se tért vissza a Földre. Ennek ellenére több leszállóegység és marsjáró is felfedezte a bolygó felszínét és hasznos információt küldött vissza a körülményekről a Földre.
A Mars pályája közel van a Föld pályájához és a kisbolygóövhöz. Ugyan a Föld és a Mars napjai, illetve a bolygók geológiája nagyon hasonló, a Marson nem tud földi élet megélni. Légkörét nem lehet belélegezni, kifejezetten gyér, így a hőmérséklet a felszínen –70 és 0 °C között mozog, de nem eléggé, hogy ne legyenek bolygószerte porviharok. Az egész Marsot por és ionizáló sugárzás fedi, de találhatók a bolygón olyan erőforrások, mint víz, a bolygó talaja és különböző ércek. Elektromosságot szél, napsütés és atomenergia segítségével marsi erőforrások felhasználásával nehezen lehetne generálni.
Annak ellenére, hogy a Mars kolonizációja csökkenthetné az emberiség kihalásának valószínűségét és gazdasági okokból is hasznos lenne, sok veszélye lenne a bolygón folytatott életnek, mint az emberi test sugárzásnak való kitétele a felszínen és az oda vezető úton, illetve a mérgező talaj, a víz relatív hiánya, hideg hőmérsékletek és a két bolygó távolsága.
A kolonizálásra terveket országok ügynökségei, mint a NASA, az ESA, a Roszkoszmosz, az ISRO és a CNSA, illetve magáncégek, mint a SpaceX, a Lockheed Martin és a Boeing is közzétettek. 

## Marsi körülmények
A Mars bolygó gravitációja 38% a Földhöz képest, mely eltérés izomvesztéssel és csontlerakódással jár. A kolonizálóknak ezen kívül megoldást kell találniuk a nagy hőmérséklet-különbségre, ugyanis a Marson sokkal nagyobb a hőingadozás, ami átlagosan −87 és −5 °C között van.
A mars légköri nyomása messze az Armstrong-vonal alatt van, így csak túlnyomásos öltözetben és lakóegységekben tartózkodhatnak emberek. A csekély légkör egyébként mérgező, mivel jórészt szén-dioxidból áll.
A Mars felszínét beborító finom por a készülékek tömítéseibe és forgó részeibe bejutva azok működését gátolja, így azok tartós használata ellehetetlenül. 
Az űrben lévő napszél ellen a Marsnak nincs természetes védelme, így ennek az ionizáló, így szervezetre káros sugárzásnak a felszínen tartózkodó emberek és berendezések ki vannak téve. Ennek blokkolása 15 cm acél, egy méternyi szikla, vagy 3 méternyi víz elegendő. 
A sol egy szoláris marsi nap hossza, 1 sol = 1,0275 földi nappal. Másképp kifejezve (átlagosan) 1 sol = 24 óra, 39 perc, 35,2 másodperc hosszú. A szoláris nap a Nap két egymás utáni delelése között eltelt idő egy adott földrajzi helyen. Ez hivatalosan még nem elfogadott időegység. A NASA 1976-ban vezette be házi használatra, amikor az első Viking Lander szonda leszállt a Marson.
A gyér légkör miatt az űrbéli sziklák és mikrometeoritok becsapódásai gyakoribbak és súlyosabb következményekkel járnak.

## Mars-utazás
Az emberekkel történő űrutazás a Marsra önmagában sok nehézséget és veszélyt hordoz a Földközeli űrugrásokhoz képest. Az emberes Mars-expedíció minden tekintetben nagyobb szabású: Az űrhajó mérete, utazás időtartama, készletek és egészségre káros tényezők mértéke.

### Út a Marsra

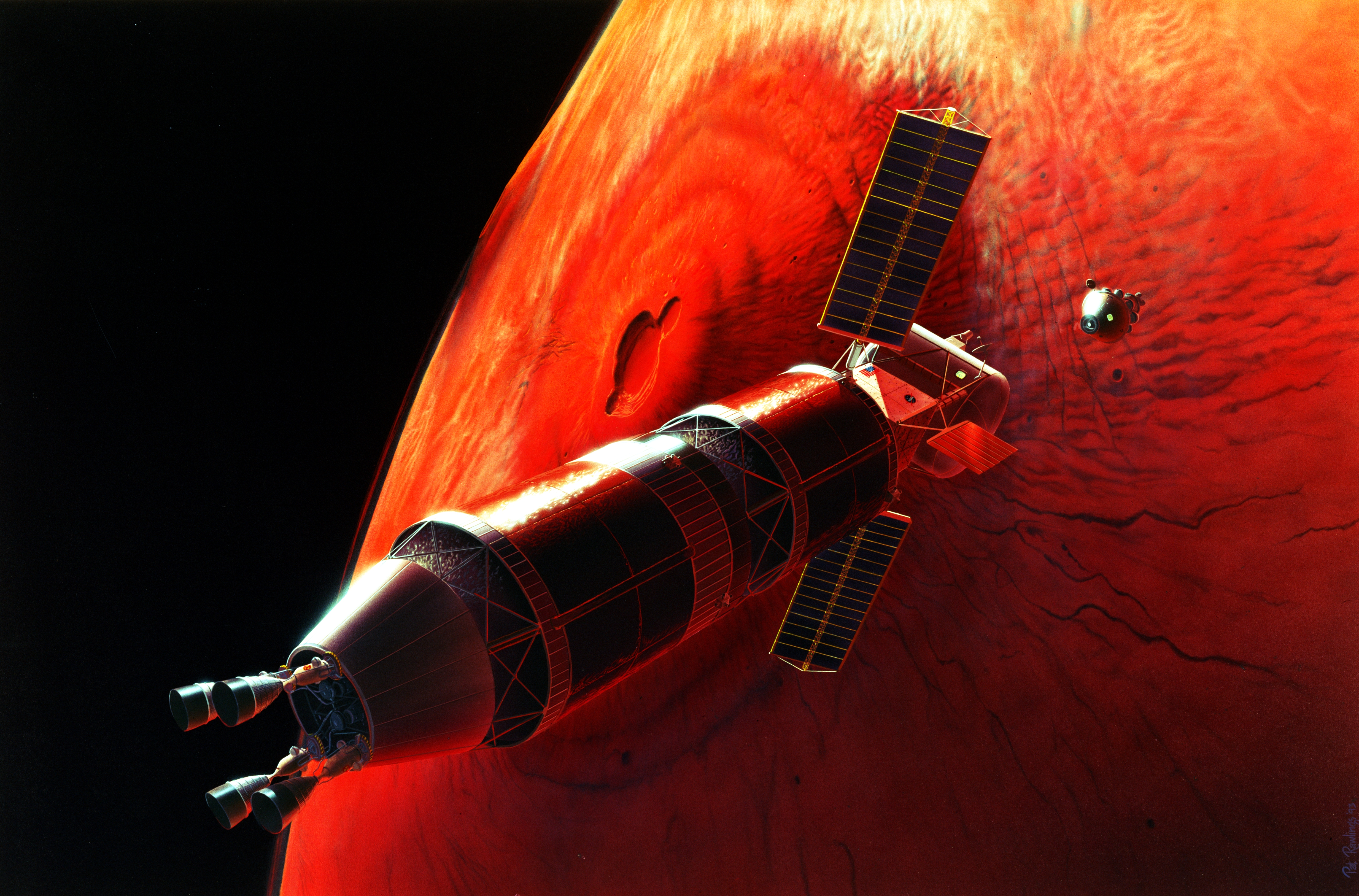
Két űreszköz találkozása a Mars pályáján

A marsi út a legkevesebb energiát használó bolygóközi út a Naprendszerben, a Vénusz kivételével. Egy Hohmann-pálya segítségével az út a Marsra nagyjából kilenc hónapba telne. Ennek ellenére az út lerövidíthető négy és hét hónap közötti időtartamra is, más transzfer pályák és több üzemanyag használatával, mint a Hohmann-pályán. Ezen pályák használata már napjainkban is megszokott személyzettel nem rendelkező marsi repülések során. Ahhoz, hogy az utat hat hónap alá lehessen csökkenteni, nagyon magas {\displaystyle {\Delta v}}-re és nagyon sok üzemanyagra lenne szükség, aminek köszönhetően a kivitelezés nehéz kémiai rakétahajtóművekkel. Sokkal fejlettebb rakétatechnológiákkal, mint a változtatható impulzussűrűségű mágnesplazma rakéta vagy nukleáris hajtású rakéták, kivitelezhető lehetne, amiknek tesztelését már el is kezdték. A korábbi esetében a legrövidebb utazási idő akár 40 nap is lehetne, az utóbbi esetében pedig két hét. 2016-ban a Santa Barbara-i Kaliforniai Egyetem kutatói arra jutottak, hogy egy kis űrszondát akár 72 óra alatt is a bolygóra tudnának juttatni.
A Marsra vezető úton az űrhajósok ki lennének téve radioaktív sugárzásnak, valamilyen formában védeni kellene őket ettől. Kozmikus sugárzás és napszél kárt okozhat az ember DNS-ében, ami növeli a rákos megbetegedések valószínűségét. Az nem ismert, hogy az emberi testre milyen hatással van a hosszú távú űrutazás, de szakértők szerint a két bolygó közötti út következtében annak a valószínűsége, hogy egy férfi rákban halna meg az út után, 1–19% közötti aránnyal növekszik. Ez a valószínűség női űrhajósok esetében még nagyobb lenne.

### Leszállás a Mars felszínére
A Mars a Föld gravitációjának 38%-ával rendelkezik és légköre sűrűsége bolygónkénak 0,6%-a. A relatív erős gravitáció és a bolygó aerodinamikai körülményei miatt nehéz nagy súlyú, személyzettel rendelkező űreszközzel leszállni a Marsra, csak manőverező rakéták használatával, mint azt az Apollo-program idején tették a Holdon. Ennek következtében teljesen más fék-, és leszállórendszerek kellene használni, mint a Holdra szállásokkor vagy a bolygóra személyzet nélkül küldött marsjárók leszállásakor.

#### A Phobos, mint űrlift

A Phobos, mint egy esetleges űrlift

A Phobos kötött tengelyforgással kering a Mars körül, azaz mindig ugyanaz az oldala látszik a bolygó felszínéről. Pályamagassága 6028 kilométer. Ennek köszönhetően egy 6000 kilométer magas űrlift létrehozása lehetséges lenne a hold és a bolygó között, ami 28 kilométerrel a Mars felszíne fölött érne véget, kicsivel a bolygó légköre fölött. A Phobosról a másik irányba is építenének egy űrliftet, hogy kiegyensúlyozzák a felszín felé haladót. Ezektől függetlenül egy indításra még szükség lenne a Mars felszínéről, hogy elérjék a lift alsó határát. A Mars felszíne 0,25 km/s sebességgel forog az egyenlítőnél, míg az űrlift 0,77 km/s sebességgel keringene a bolygó körül. A Phobos keringési sebessége 2,15 km/s, így az űrlift legtávolabbi pontjának keringési sebessége 3,52 km/s lenne.

## Kolóniák lehetséges helyszínei

### Sarkok

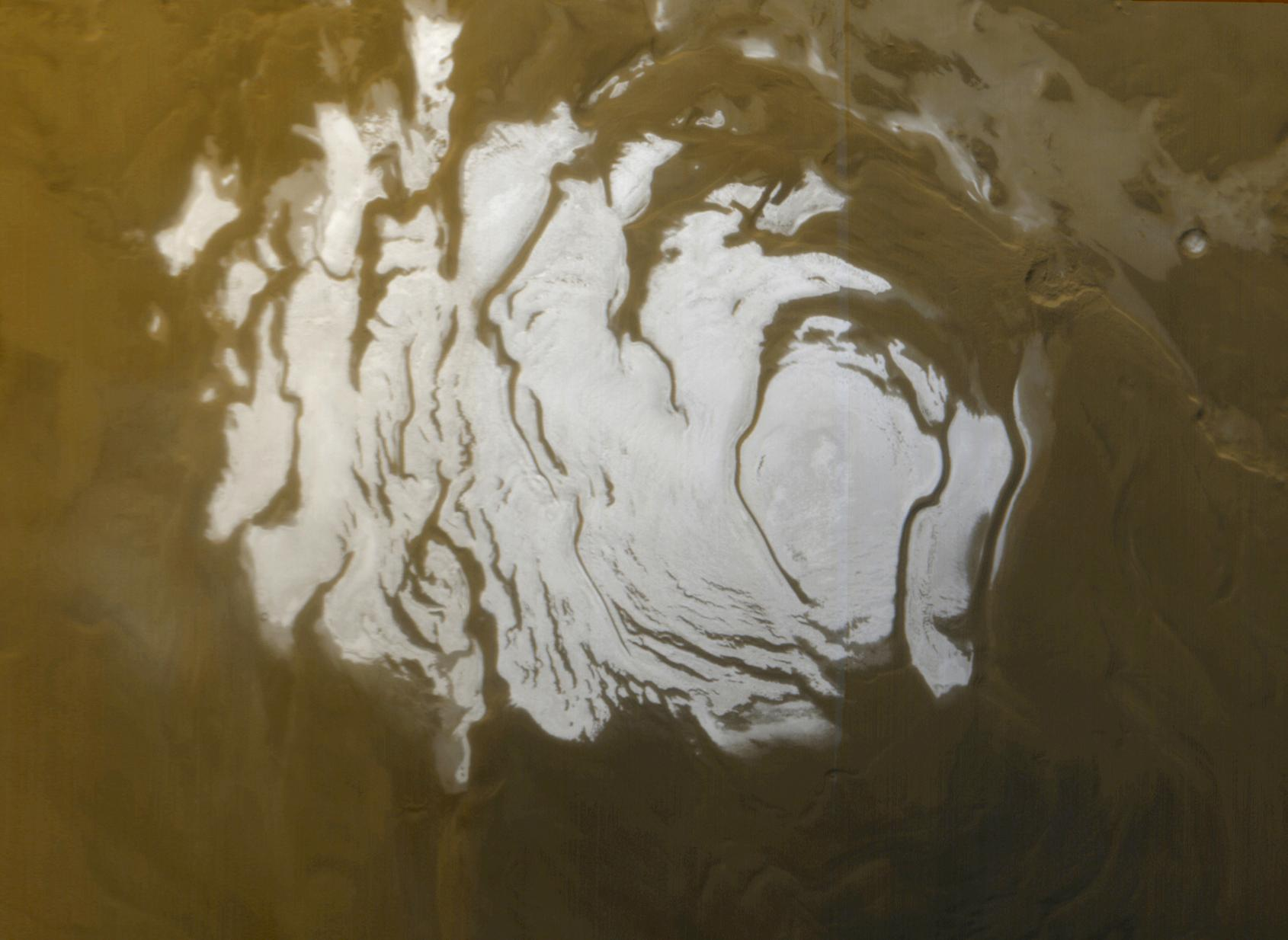
Jégmező a Mars déli-sarkán

A Mars északi és déli sarkán is található víz, így ezek megfelelő helyszínek lehetnének az első kolóniák felállítására.

### Barlangok
Barlangok megfelelő védelmet adnának a Mars felszíni veszélyeitől. Ezen veszélyek közé tartozik a felszíni sugárzás, becsapódások és a sokat változó, hideg hőmérséklet.
A Mars Odyssey az Arsia Mons vulkán közelében talált természetesen kialakult barlangbejáratokat. Különböző elképzelések szerint ezek a barlangok védelmet adhatnának a Mars telepeseinek a sugárzástól és a mikrometeoroidoktól.
2022-ben kutatók egy csoportja bemutatott egy 139 barlangot tartalmazó listát a Geological Society of America Connects 2022 eseményen, mint lehetséges kolóniahelyszínek. Mindegyik nagyjából 100 kilométeres távolságon belül van megfelelő leszállóhelyektől.

### Hellas Planitia
A Hellas Planitia a geodéziai vonatkoztatási rendszer szerint a legalacsonyabban fekvő síkság. A légköri nyomás itt relatív magasabb, mint a Mars többi részén.

## Modern tervek
Több vállalat foglalkozik a projekttel, ezek közül a SpaceX vállalat akart először a Marsra jutni. Elon Musk, a cég vezérigazgatója 2016 júniusában jelentette be, hogy 2025-ben embereket küldenek a bolygóra, de ez nem valószínű, hogy tényleg meg is fog valósulni. A terv szerint 100 fős űrhajókban utaznának a jövőbeli lakosok, akiknek 200 ezer dollárt kellene fizetniük a költözésért. Bár kezdetben ennél sokkal drágább lesz az utazás, Musk úgy gondolja, nem lehet benépesíteni egy bolygót, ha csak milliárdosok költözhetnek oda. Ezért mindenképpen lejjebb kell vinni az árat, nagyjából egy amerikai lakás árára.

## Terraformálás

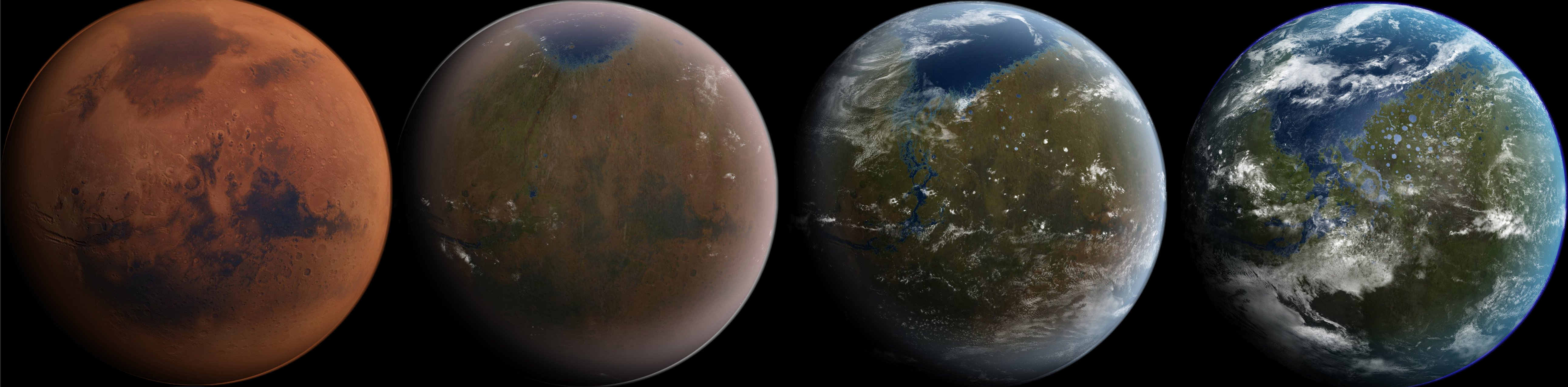
A terraformálás négy fázisa

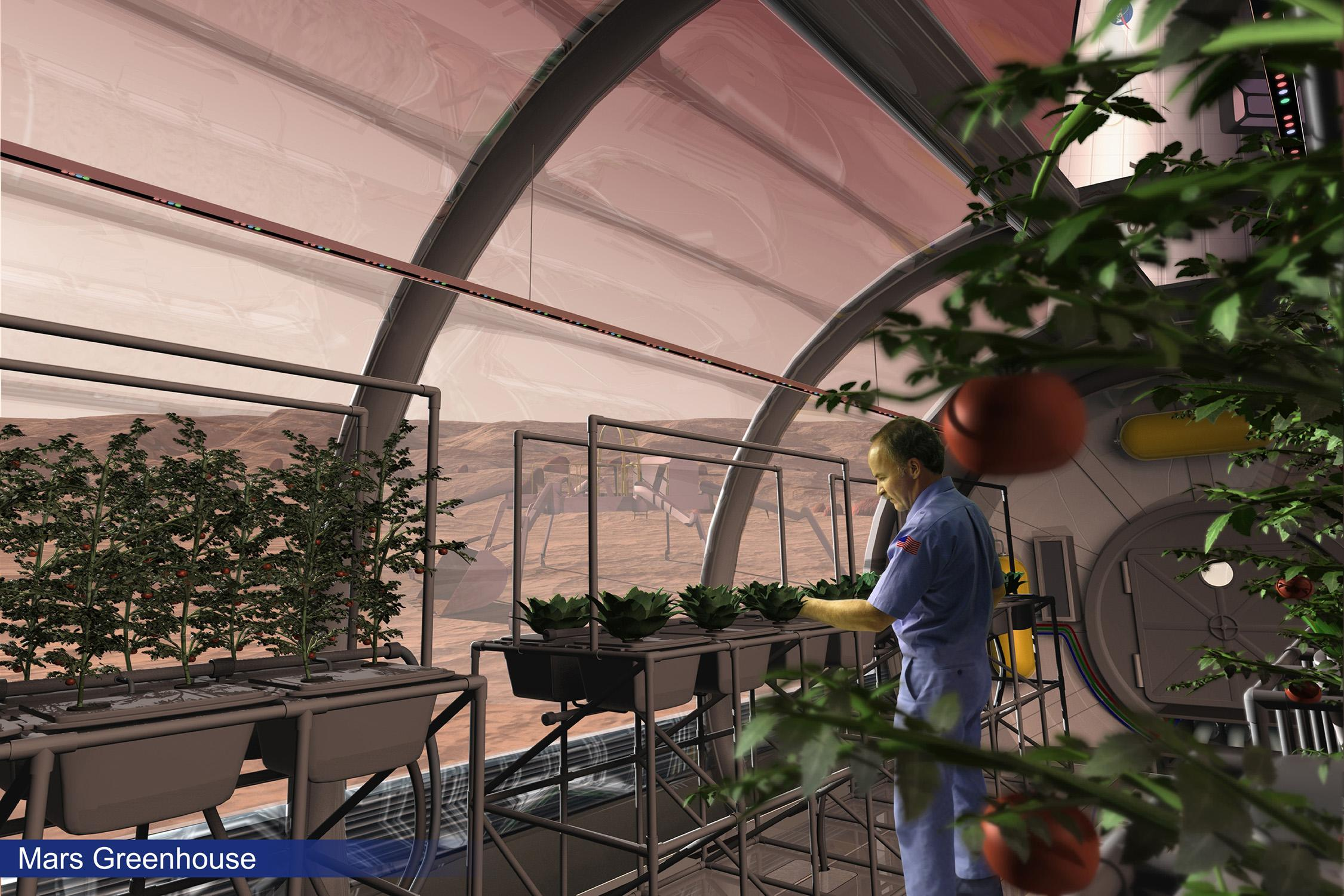
Az üvegházak sok kolonizálási tervben kapnak szerepet

Egy bolygón a földhöz hasonló feltételek megteremtése az ott lévő emberek számára az életfeltételeket nagyban megkönnyíti. Ez elsősorban a belélegezhető légkör, ivóvíz és önfenntartó növényzet meglétét jelenti, de gépek működtetéséhez szükséges anyagok hozzáférhetőségét is.
A Mars kutatásával foglalkozó tudósok szerint a Mars lakhatóvá tétele a mai technológiával nem megvalósítható. A Marson rendelkezésre áll szén-dioxid és víz, amik üvegházhatású gázok, és ezek elvileg alkalmasak lennének a bolygó felmelegítésére. Azonban a szén-dioxid légnyomása a Marson a Földinek kevesebb mint 1%-a. A tudósok vizsgálata szerint ez túl kevés a légkör sűrűbbé tételére és felmelegítésére.
A szén-dioxid másik forrása a talaj lehet, ezzel a légköri nyomást 4%-ra lehetne emelni (a földihez képest). A marsi talajban további, nagy mennyiségű szén-dioxid van lekötve, azonban ennek mennyisége ismeretlen, és felszabadítása túl nagy energiabefektetést igényelne a jelenlegi technológiával, mert alkalmazásához 300 °C fölötti hőmérsékletre lenne szükség.

## Emberi közösség a Marson - a művészetekben
Fő cikk: Marsi élet a művészetekben 
Az emberi élet a Marson sok művész fantáziáját mozgatta meg az 1800-as évek végétől. Sok irodalmi mű, ábrázolás majd filmek is készültek, melyek fő témája vagy lényeges része a Marson lévő ember élet. Ezek kezdetben önállóan kifejlődött, marsi civilizációt feltételeznek, de ez a tudomány fejlődésével eltűnt. A Marsra való utazás, marsi kolónia illetve terraformálás lett a fő téma. 
Az Aelita (oroszul: Аэлита) Alekszej Nyikolajevics Tolsztoj 1923-ban megjelent tudományos-fantasztikus kisregénye. A H. G. Wells hatására írt fantasztikus történetben szovjet expedíció látogat a Marsra, ahol embernek megfelelő körülményeket és kifejlett civilizációt találnak. A regény később számos rádiójátékot és filmet megihletett.
A Total Recall – Az emlékmás 1990-ben bemutatott amerikai sci-fi akciófilm. Alapjául Philip K. Dick Emlékárusítás nagyban és kicsiben (We Can Remember It for You Wholesale) című 1966-os novellája szolgált.